# 상문동
상문동(上門洞)은 경상남도 거제시의 행정동이다. 면적은 20.97 km2이며, 인구는 2015년 12월 말 주민등록 기준으로 2만7221 명, 8,708 가구이다.

## 개요
2008년 7월 1일 신현읍이 폐지되고 행정동으로 전환하면서, 상동동과 문동동, 삼거동을 묶어 상문동이 신설되었다.
농촌과 도시가 공존하는 전형적인 도농복합형 도시이며, 표고버섯, 고로쇠약수 등 특산품 청정농업 전진기지이기도 하다. 국도 제14호선 대체우회도로공사 및 통영~거제간 고속도로 주요 교통 요충지, 상동지구택지개발사업 추진으로 인구증가 등 지속적인 개발 잠재력 풍부하지만, 상수원보호구역으로 인한 삼거동 개발제한이 있다.

## 법정동
- 문동동(門東洞)
- 삼거동(三巨洞)
- 상동동(上東洞)

## 주거
| 단지명               | 건설사         | 시행사                        | 주소                     | 입주        | 비고 |
| -------------------- | -------------- | ----------------------------- | ------------------------ | ----------- | ---- |
| 거제 센트럴 푸르지오 | 대우건설       | ㈜아시아신탁                  |                          |             |      |
| 더샵 거제 블루시티   | 포스코이앤씨   | 거제더샵블루시티 지역주택조합 |                          |             |      |
| 더샵 거제 디클리프   | 포스코이앤씨   | ㈜한주디앤씨                  |                          |             |      |
| 대동다숲             | ㈜대동주택     | ㈜수암종합건설                | 상동7길 30 (상동동)      | 2005년 7월  |      |
| 힐스테이트 거제      | 현대건설       | 하나자산신탁㈜                |                          | 2018년 4월  |      |
| 거제2차 롯데인벤스가 | 롯데기공㈜     | 대한토지신탁㈜ ㈜세움하우징   | 거제중앙로 1515 (문동동) | 2008년 8월  |      |
| 거제 삼성명가타운    | 삼성중공업     | 삼성중공업                    |                          | 2000년 11월 |      |
| 덕산베스트타운 3차   | 덕산토건㈜     | 덕산토건㈜                    | 상동1길 15-9 (상동동)    | 2004년 11월 |      |
| 거제신현 SK VIEW     | 에스케이건설㈜ | 삼성중공업 11차 주택조합      | 상동1길 39 (상동동)      | 2008년 4월  |      |
- 벽산e-솔렌스힐
- 신우스위트빌
- 삼오르네상스
- 대아푸른솔
- 벽산블루밍

## 교육
- 삼룡초등학교 (문동동)
- 고현초등학교 (상동동)
- 상동초등학교 (상동동)
- 용산초등학교 (상동동)
- 상문고등학교 (문동동)